# Beret-seri
Diosa que notificaba las muertes, los obituarios, los archivos y registros del inframundo, en la mitología de la antigua mesopotamia. Belet-Seri, Beret-Seri o Beletseri, consorte de Amurru (dios de los nómades), fue conocida como "Reina de la estepa". 
A pesar de este título sólo una escriba en el Inframundo, que llevaba los registros de las actividades terrenales de las personas, y cuando estas morían, compilaba un legajo para ser presentado el día del juicio final.
Aparece en la Epopeya de Gilgameš cuando Enkidu tiene una visión del Inframundo.